# Izquierda Socialista
Izquierda Socialista (IS) és un corrent d'opinió intern del Partit Socialista Obrer Espanyol, arrelat ideològicament al socialisme de caràcter marxista, denominat sovint Socialisme d'Esquerra.

## La primera Esquerra Socialista

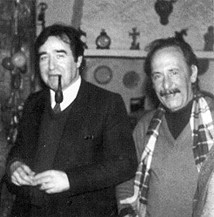
Luis Gómez Llorente i Pablo Castellano, membres fundadors d'Esquerra Socialista, en 1983

L'acta fundacional ha d'establir-se en el XXVIII Congrés del PSOE (maig de 1979), on es va produir la major crisi política viscuda en el si del partit. Són tres els punts més rellevants en aquella polèmica:
1. Definició ideològica del partit.
2. Estratègia política a desenvolupar.
3. El model de partit a construir.

Es van formar dues posicions. Per a la posició, que acabarà sent majoritària, liderada pel secretari general, Felipe González, era imprescindible articular un projecte socialista autònom que no tingués vinculacions orgàniques amb altres forces de l'esquerra. Autonomia i flexibilitat havien d'anar unides a un partit molt disciplinat i molt compacte, entorn del seu líder. La moderació ideològica es considerava un requisit imprescindible per tenir possibilitats d'accedir al poder polític. La lectura de Felipe González de la derrota a les eleccions de març del 1979 era que un excés de radicalisme els allunyava inexorablement del triomf electoral.
La segona posició, liderada per Luis Gómez Llorente, reivindicava el model de partit i l'estratègia política aprovat al congrés anterior celebrat al desembre de 1976. En aquell congrés es defensava un model inèdit de socialisme, un socialisme autogestionari, que propiciés un bloc social de progrés amb altres forces d'esquerra i que definís una política exterior neutralista per a Espanya. Un projecte que implicava una labor pedagògica del partit i connectava el llegat marxista amb un corrent llibertària que venia de la crisi del 68.
Aquest sector, que la premsa va batejar com a corrent crític o radical, alertava dels perills de la institucionalització, de l'electoralisme i del personalisme. Al seu judici, s'estava abdicant dels senyals d'identitat pròpies per apropar-se a les preferències dels segments electorals que permeten accedir a la majoria; se centrava l'acció política en el camp institucional abandonant la mobilització social; i es concentrava totes les accions del partit en l'exaltació d'un únic líder que assumís la imatge i la referència de l'organització.
Representants importants de la primera Izquierda Socialista es van centrar essencialment en els aspectes orgànics per evitar el lliscament a una organització compacta al servei del cap. Pablo Castellano va intervenir als congressos del partit entorn d'aquests temes, considerant a més que la valoració crítica del procés de transició era el tema essencial a discutir.
La crisi se saldarà al Congrés extraordinari de setembre de 1979, després d'una transformació dels estatuts que prevalia decisivament a les opcions majoritàries i reduïen les minories, la qual cosa va consolidar les tesis del secretari general. No obstant això, es consolidaria Izquierda Socialista (IS) com a corrent democràtica.
| « | «El PSOE i, en el seu si, l'Izquierda Socialista, reprendrà com a primordial objectiu intern i extern la lluita ideològica i la formació ciutadana, conscient que aquest esforç, per lent i difícil que sigui, enforteix l'organització obrera». Manifest d'IS, novembre de 1980. | » |

## Executòria política del corrent
En 1982, en vespres de la victòria del PSOE per majoria absoluta en les eleccions generals de 28 d'octubre, mort sobtadament Manuel Sánchez Ayuso, i amb Gómez Llorente i Francisco Bustelo voluntàriament apartats de tota activitat orgànica o institucional, existia cert neguit entre la militància d'Izquierda Socialista.
En aquesta situació, Pablo Castellano, portaveu d'IS, va haver de combinar en la pràctica la difícil tasca de mantenir l'especificitat del socialisme d'esquerra i sotmetre's a la disciplina de vot del grup parlamentari socialista; disciplina que freqüentment es veien obligats a trencar per motius de consciència.
Una important fita seria la celebració d'unes jornades de reflexió a Hervás (Càceres) al desembre de 1986, on es debatria sobre el futur de l'esquerra, la crisi de la democràcia i el socialisme democràtic.
El filòsof Antonio García Santesmases, Castellano i altres dos militants d'IS, membres del Comitè Federal del PSOE, van ser reprovats pel partit en 1986, a causa de la seva activa participació en la campanya pel No a l'OTAN en el referèndum de 12 de març i defensar la desaparició de les bases nord-americanes a Espanya. Aquesta reprovació no va significar l'obertura d'un expedient d'expulsió però les relacions amb la direcció del partit van entrar en un període de tensió que provocaria mesos després l'expulsió de Pablo Castellano (octubre de 1987), després de denunciar un cas de probable corrupció d'un dirigent socialista.
El següent portaveu, a partir de 1987, va ser Santesmases, que defensaria una idea d'esquerra plural (unitat d'acció amb Izquierda Unida) i, dins del partit, per la consolidació d'un ala esquerra.
L'actual portaveu federal és el diputat madrileny Juan Antonio Barrio de Penagos. Els portaveus regionals més destacats són Pepa Pellicer i Vicent Miquel Garcés i Ramón (València) i José Antonio Pérez Tapias (Granada). Actualment, entorn dels anys 2009 i 2010, el corrent es troba en un període de refundació interna. La crisi econòmica que neix a partir de l'any 2008 ha suposat un important revulsiu per a les postures ideològiques. Davant la retallada de beneficis socials anunciat pel president José Luis Rodríguez Zapatero al maig de 2010 fruit de la pressió dels líders de la dreta europea amb la canceller alemanya Ángela Merkel al capdavant, la postura d'Izquierda Socialista ha estat crítica amb l'executiva del Partit.

## Articles
- Joaquín Navarro Estevan, Bienvenida a la Izquierda Socialista, per (1980)
- Pablo Castellano, La Izquierda Socialista del PSOE (1982)
- Pablo Castellano, El discurso radical (1986)
- Antonio García Santesmases, La utopía y la quimera (1987)
- Historia breve de Izquierda Socialista-PSOE[Enllaç no actiu]